# The Pilot (Doctor Who)
El Piloto es el primer episodio de la décima temporada de la serie de televisión británica de ciencia ficción Doctor Who, y primero también desde el especial navideño de 2016, El regreso del Doctor Misterio. Fue escrito por Steven Moffat y retransmitido el 15 de abril de 2017 por el canal BBC One.
Es el primer episodio que muestra a Pearl Mackie como la nueva acompañante Bill Potts tras la salida de Jenna Coleman al final de la temporada anterior. El episodio también trae el breve regreso de los Daleks desde su última aparición importante en el estreno de la temporada previa, El aprendiz de mago/El familiar de la bruja. El 23 de abril de 2016 se estrenó un segmento de tres minutos como escena exclusiva del episodio bajo el título "Amigo del futuro". La secuencia tiene lugar durante la escena de la nave espacial, e incluye acciones y una cantidad significativa de diálogo que no están presentes en el episodio.

## Minisodio: "Amigo del futuro"
En una esquina de un pasillo de una nave espacial, el Doctor intenta responder a preguntas de Bill sobre los enemigos de los que se están escondiendo. Bill los encuentra divertidos al principio, pero el Doctor persiste y se da cuenta de que están en peligro real.

## Argumento
El Doctor (Peter Capaldi) y Nardole (Matt Lucas) están viviendo bajo el disfraz de un profesor universitario y su ayudante. Bill Potts (Pearl Mackie), que trabaja en la cantina de la universidad, es llamada al despacho del Doctor. Éste ha advertido que ella asiste a todas sus clases y le ofrece convertirse en su tutor.
Pasan los meses, y Bill está intrigada por Heather (Stephanie Hyam), otra estudiante que tiene un defecto en un ojo similar a una estrella. Heather le pide que inspeccione con ella un misterioso charco, preguntándole si puede ver algo raro en su reflejo, pero Bill no nota nada. Al darse la vuelta, Heather se ha ido. Dentro del charco, una voz susurra que la búsqueda de un piloto ha comenzado.
Bill encuentra a Heather otra vez, que le pide mirar de nuevo en el charco. El Doctor lo investiga y descubre que el reflejo no es real, sino algo que les imita. Bill regresa a su apartamento, donde una masa de agua en movimiento que se manifiesta con la figura de Heather la persigue. Corre al despacho del Doctor, donde la Heather-acuosa se materializa, obligándolos a refugiarse en la TARDIS. El Doctor desplaza la TARDIS a otra zona de la universidad, una bóveda que él y Nardole han estado vigilando, pensando que lo que persigue a Bill podría estar interesado en ella.
La TARDIS aterriza de nuevo frente a la Ópera de Sídney, donde el Doctor reconoce que es un extraterrestre. La Heather-acuosa llega de nuevo y los vuelve a perseguir. El Doctor los lleva a otro planeta a millones de años en el futuro pero el ser los encuentra de nuevo. El Doctor lleva la persecución a través de una batalla entre Daleks y Movellanos. Un Dalek acorrala al Doctor y Bill, pero su rayo impacta en la Heather-acuosa, y esta asume la apariencia del Dalek. El Doctor especula que cuando la sustancia que tomó posesión de Heather la encontró, descubrió a alguien que quería irse. Bill convence a la criatura que se vaya, y esta se derrite.
El Doctor y Bill regresan a su despacho en la universidad, donde éste intenta borrar a Bill los recuerdos de lo sucedido, pero ella lo detiene. Él dice que tiene promesas que cumplir, que está disfrazado y que nadie debe saber quién es. Cuando Bill abandona el recinto, se encuentra con el Doctor esperándola en la TARDIS, después de haber cambiado de opinión. Bill se enrola a viajar con el Doctor.

### Continuidad
- El Doctor tiene dos cuadros enmarcados de su esposa, River Song, y nieta, Susan Foreman, en su escritorio,[3] junto con una colección de sus destornilladores sónicos que han ido apareciendo en la serie clásica y de la moderna.[3]

- Mientras que es perseguido por el charco sensible a través del tiempo, La TARDIS viaja a una batalla en la guerra entre los Daleks y los Movellanos, mencionados por primera vez en el serial del Cuarto Doctor El destino de los Daleks.[3]

- Mientras el Doctor y Bill están discutiendo en el baño, en Sídney. Bill le pregunta al Doctor acerca de la TARDIS y por qué de su nombre. Esto podría ser una referencia a cuando Barbara le pregunta a Susan por ese nombre en "Una niña sobrenatural", primer episodio de la serie.

- El Doctor se prepara para borrar los recuerdos de Bill de sus experiencias con él de la misma manera que borró los recuerdos de Donna Noble en "El fin del viaje".[4] Cuando Bill le pregunta al Doctor cómo se sentiría cuando se le borrara la memoria, se escucha el tema musical de Clara de fondo, haciendo referencia a los eventos del episodio final de la Temporada 9 "Huido del infierno".[3]

### Producción
La lectura de guion de este episodio y el siguiente, "Sonríe", tuvo lugar el 14 de junio de 2016. El rodaje de estos episodios se inició el 20 de junio de 2016 y concluyó el 28 de julio de 2016. El episodio fue originalmente titulado "A star in their eyes" (Una estrella en sus ojos); se anunció en marzo de 2017, un mes antes de su emisión, que el título había sido cambiado a "El Piloto" para reflejar el reinicio del programa con la nueva temporada.